# Corps Scheele
Le corps Scheele (en allemand : Korps Scheele) était un corps d'armée de l'armée de terre allemande: la Heer au sein de la Wehrmacht pendant la Seconde Guerre mondiale.

## Hiérarchie des unités
La Heer se subdivise en « Heeresgruppen »:
| Nom          | Nbre d'hommes       | Unités subalternes                | Grade de commandement                 |
| ------------ | ------------------- | --------------------------------- | ------------------------------------- |
| Heeresgruppe | + 300 000           | 2 à + Armeen (Armées)             | Generaloberst ou Generalfeldmarschall |
| Armee        | + 100 000 - 300 000 | 2 à + Armeekorps (Corps d'armées) | General ou Generaloberst              |
| Armeekorps   | + 30 000 - 80 000   | 2 à + Divisionen (Division)       | Generalleutnant ou General            |
| Division     | + 10 000 – 20 000   | 2 à 6 Brigaden (Brigade)          | Generalmajor ou Generalleutnant       |
| Brigade      | + 3 000 – 5 000     | jusqu'à 3 Regimentern (Régiment)  | Oberst ou Generalmajor                |

## Historique
Le Corps Scheele est formé le 8 février 1943.
L'état-major est dissous le 28 mars 1943, et les unités rejoignent le LV. Armeekorps.

## Organisations

### Commandants successifs
| Date                            | Grade                  | Commandant            |
| ------------------------------- | ---------------------- | --------------------- |
| 1er février 1943 - 28 mars 1943 | General der Infanterie | Hans-Karl von Scheele |

## Théâtres d'opérations
- Front de l'Est : février 1943 - mars 1943

## Ordre de batailles

### Rattachement d'Armées
| Date      | Armée          | Groupe d'Armées    |
| --------- | -------------- | ------------------ |
| 1943      |                |                    |
| 8 février | 2. Panzerarmee | Heeresgruppe Mitte |

### Unités subordonnées

#### Unités organiques
- Korück 447
- gemischte Nachrichten-Kompanie
- Kommandeur Korps-Nachschub-Truppen

#### Unités rattachées
13 février 1943
- Infanterie-Brigade z.b.V. 4
- 208. Infanterie-Division
- 211. Infanterie-Division
- 339. Infanterie-Division

## Sources
- (de) Korps Scheele sur lexikon-der-wehrmacht.de